# Kenton Duty
Pour les articles homonymes, voir Duty (homonymie).
Kenton Duty, né le 12 mai 1995 à Plano, Texas, est un acteur américain.

## Carrière

### Carrière d'acteur

#### Débuts (2006-2009)
Il commence sa carrière en 2006 dans The Tonight Show avec Jay Leno pour 4 épisodes. En 2007, il joue dans le téléfilm Noël au paradis En 2008 il fait le jeu télévisé 3 minutes Games Show et joue dans un épisode de la série Cold Case. En 2009 il joue dans 10 épisodes dans la série Ctrl.

#### Débuts au cinéma (2009-2010)
En 2009 il a un rôle dans 2:13 et également dans Forget Me Not deux rôles au cinéma. Mais cette année il continue la télévision. Il fait 2 épisodes de The Jay Leno Show. En 2010 il retourne au cinéma dans Crazy In The Outside, et dans le film My Name is Khan. À la télévision on le voit dans 4 épisodes de Lost, et un épisode de Jimmy Kimmel Live!.

#### Disney Channel (2011-2012)
En 2011 il a un rôle principal dans la série Shake It Up. Il joue aussi dans un épisode de C'est moi le chef !. Il a confirmé son rôle dans le téléfilm Shake It Up Destination Japon diffusé le 17 août 2012 aux États-Unis et 20 novembre 2012 en France. Disney Channel annonce que son rôle dans la série sera aussi réduit de rôle récurrent à apparition exceptionnel.

#### Concentration sur le cinéma (2012-...)
En 2012 il avait joué dans Amazing Love Pendant sa pause disney channel, Kenton désire se concentrer sur le cinéma. En 2013, il jouera dans Contest. En 2014 il jouera Jason Dalt dans Silver Bells.

### Comme Chanteur

#### Débuts (2011-2012)
En 2011 il chante Monster Mach avec Adam Irigoyen et Davis Cleveland pour Les Copains et la légende du chien maudit. En 2012 il chante Roam pour le Walt Disney Les Copains chasseurs de trésor avec Caroline Sunshine et d'autres acteurs de Shake It Up .Il est donc en partenariat avec les Walt Disney mettant en scènes ces cinq golden retrivers. Il fera peut-être le B.O entière du prochain film dont le nom et l'intrigue est pour le moment inconnu. En 2012 il chante Show ya how you do avec Adam Irigoyen.

#### En groupe (Depuis 2013)
En 2013, Kenton rejoint le groupe Invasion

## Filmographie

### Cinéma
- 2008 : 2:13 : Russell jeune
- 2009 : Forget Me Not de Tyler Oliver : Chad jeune
- 2010 : Crazy on the Outside : Ethan Papadopolous
- 2010 : My Name Is Khan : Reese Garrick
- 2012 : Amazing love : Steve
- 2013 : Contest : Matt Prylek
- 2014 : Silver Bells : Jason Dalt

### Télévision
- 2006 : The Tonight Show avec Jay Leno (série télévisée) : Divers rôles
- 2007 : Noël au paradis (Christmas in Paradise) (Téléfilm) : Micheal Marin
- 2008 : Cold Case (série télévisée) : Chuck Pierce en 1969
- 2009 : Ctrl (série télévisée) : Ben jeune
- 2009 : The Jay Leno Show (série télévisée) : Un adolescent
- 2010 : Lost (série télévisée) : Jacob jeune
- 2010 : Jimmy Kimmel Live! (série télévisée) : Jacob jeune
- 2010 - 2013 : Shake It Up (série télévisée) : Gunther Hessenheffer
- 2011 : C'est moi le chef ! (série télévisée) : Victor Blake

### Sortie directement en DVD
- 2012 : Zendaya: Behind the Scenes

## Discographie
- 2011 : Monster Mach avec Roshon Fegan et Davis Cleveland pour le Walt Disney Les Copains et la légende du chien maudit
- 2012 : Roam pour le Walt Disney Les Copains chasseurs de trésor avec Caroline Sunshine, Adam Irigoyen et Davis Cleveland
- 2012 : Show ya how you do en duo avec Adam Irigoyen
- 2013 : Teenage summer nights